# Ideal de belleza masculina
El ideal de belleza masculina es un conjunto de estándares culturales de belleza para los varones que cambian según la era histórica y la región geográfica. Estos estándares están arraigados en los varones desde una edad temprana para aumentar su atractivo físico percibido.
Los ideales de belleza masculinos se basan principalmente en creencias heteronormativas sobre la hipermasculinidad, pero tienen una gran influencia en los hombres de todas las orientaciones sexuales e identidades de género. Entre los rasgos ideales de belleza masculina incluyen: la forma del cuerpo masculino, la estatura, el tono de la piel, el peso corporal, la masa muscular y el tamaño de los genitales. Los hombres a menudo sienten la presión social de ajustarse a estos estándares para sentirse deseables y, por lo tanto, eligen modificar sus cuerpos a través de procesos como dietas extremas, agrandamiento de pene, regímenes de acondicionamiento físico radicales, blanqueamiento de la piel, bronceado y otras modificaciones corporales quirúrgicas.
Debido a que los estándares de belleza masculinos son subjetivos, cambian significativamente según la ubicación. Un profesor de antropología en la Universidad de Edimburgo, Alexander Edmonds, afirma que en Europa occidental, América y otras sociedades coloniales, los legados de la esclavitud y el colonialismo han dado como resultado imágenes de hombres hermosos siendo «muy blancos». Sin embargo, los estándares de belleza varían según la cultura y la ubicación. Si bien los estándares de belleza occidentales enfatizan los físicos musculosos, este no es el caso en todas partes.
En Corea del Sur y otras partes del este de Asia, durante el surgimiento del K-Pop andrógino, las bandas han llevado a que los cuerpos delgados y juveniles, el cabello vibrante y el maquillaje sean ideales más buscados de belleza masculina.

## Galería

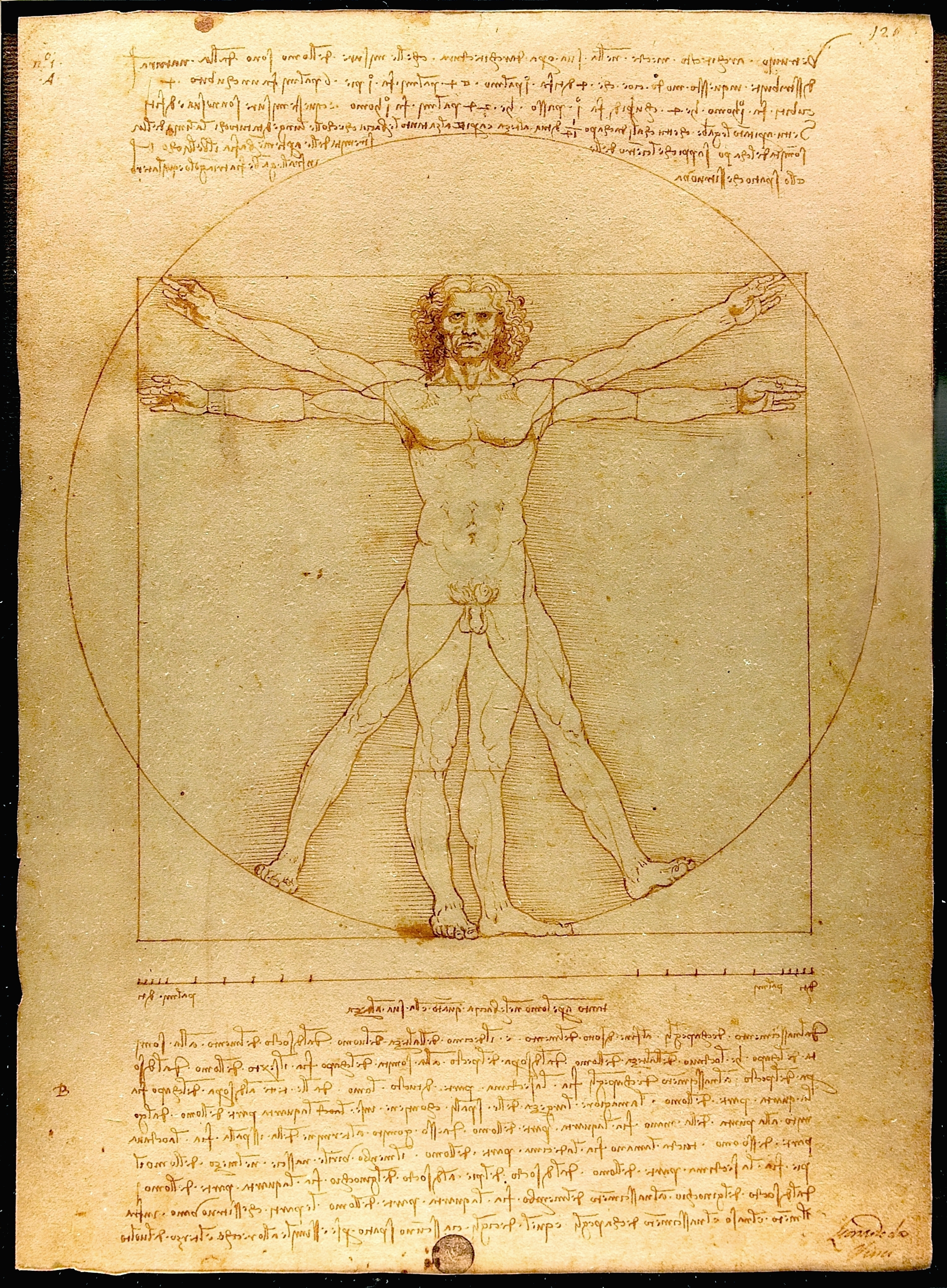
El Hombre de Vitruvio, obra de Leonardo Da Vinci, considerada una de las más perfectas proporciones del varón
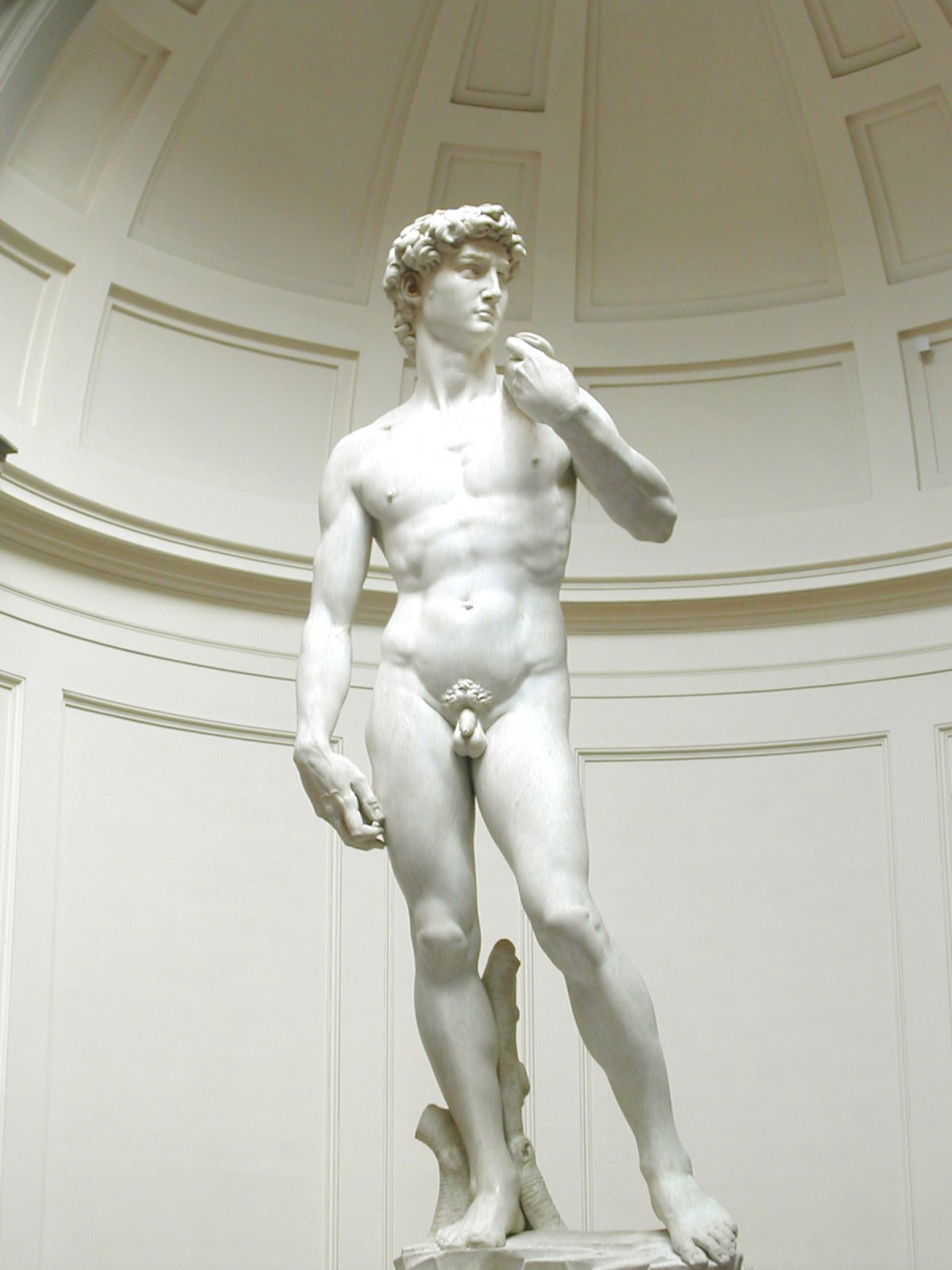
Obra de Miguel Ángel, el David, considerada la más grande representación artística de la figura masculina.
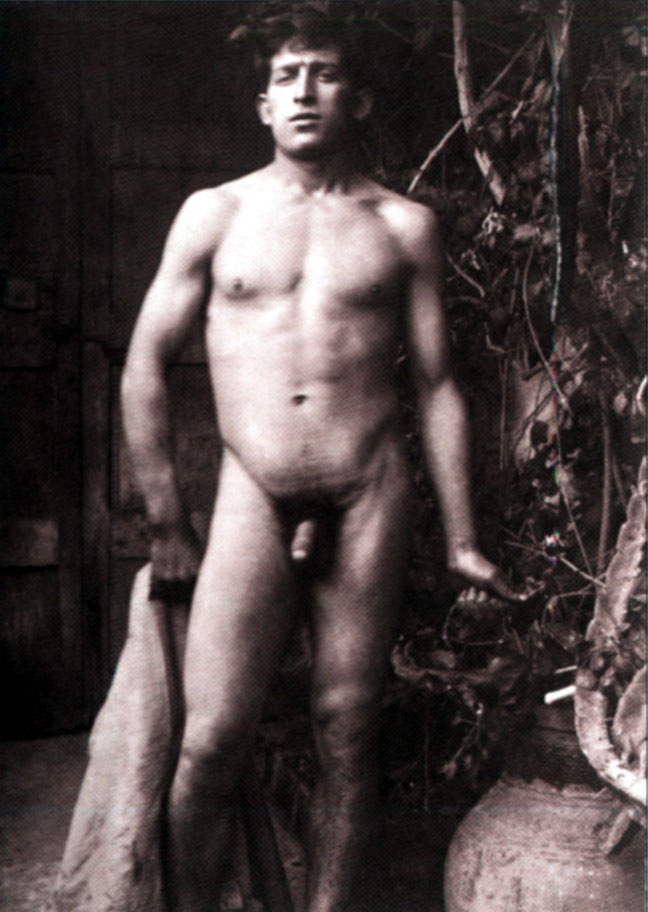
Fotografía de un varón desnudo, tomada por Wilhelm von Gloeden (1895).